# Eulophia
Eulophia is een geslacht van meer dan tweehonderd orchideeënsoorten uit de onderfamilie Epidendroideae.
Het zijn overwegend terrestrische planten uit subtropische en tropische streken van Noord-, Midden- en Zuid-Amerika, Azië, Australië en zuidelijk Afrika. Ze komen voor in uiteenlopende biotopen, van schaduwrijke tropische regenwouden tot woestijnen, waarin ze lange periodes van droogte kunnen overleven door hun grote, vlezige pseudobulben.

## Naamgeving en etymologie
- Synoniemen: Cyrtopera Lindley (1833), Hypodematium A. Rich (1848), Lissochilus R. Br. (1821), Orthochilus Hochst. (1850), Platypus Small & Nash (1903)

De botanische naam Eulophia is afkomstig van het Oudgriekse eu- (echt) en lophos (kam), verwijzend naar de van kamvormige ribbels voorziene bloemlip.

## Kenmerken
Eulophia-soorten zijn grote, overwegend terrestrische, zelden epifytische of lithofytische planten. Ze bezitten grote, vlezige, spoelvormige pseudobulben, een korte stengel en lange, lancetvormige, in de lengte geplooide bladeren. De bloeiwijze is een veelbloemige, soms vertakte bloemtros op een basale, tot 1,5 m lange bloemstengel.
De bloemen zijn middelgroot en geresupineerd. Kelk- en kroonbladen zijn gelijkvormig, de laterale kelkbladen zijn opwaarts gebogen, de bloemlip is één- tot drielobbig, hol aan de basis en draagt een callus met een aantal parallelle, in de lengte lopende ribben. Het gynostemium is voorzien van een lange voet en draagt twee pollinia op een stipum.

## Taxonomie
Het geslacht omvat 200 tot 250 soorten. De typesoort is Eulophia guinensis.